# Вяз (Псковская область)
Вяз — деревня в Новосокольническом районе Псковской области России. Административный центр Вязовской волости.

## География
Расположена в 65 км к северо-западу от города Новосокольники, на побережье озера Большой Вяз.

## Население
| 2001 | 2002 | 2010 |
| ---- | ---- | ---- |
| 309  | ↘301 | ↘208 |

Численность населения деревни по оценке на начало 2001 года составляла 309 человек.

## История
Первое упоминание населённого пункта Вяз относится к 1503 году, в документах о мирных переговорах Русского государства с Литвой.